# Francisque (prénom)
Pour les articles homonymes, voir Francisque.
Francisque est un prénom français masculin et féminin issu du latin Franciscus qui a également donné François, Francisque étant le doublet savant et François le doublet populaire. On retrouve le terme dans francisque, du latin (securis) francisca : (hache) franque.

## Personnalités
- Pour l'ensemble des articles sur les personnes portant ce prénom, consulter :
  - la liste des articles dont le titre commence par ce prénom
  - les listes produites par Wikidata : Liste des personnes de prénom « Francisque » — même liste en incluant les éventuels prénoms composés qui contiennent « Francisque ».
- Francisque Collomb, ancien maire de Lyon.
- Jean-Francisque Delmas, chanteur d'opéra français.
- Francisque Gay, homme politique français.
- Francisque Millet, peintre baroque français.
- Francisque Poulbot, dessinateur français.
- Francisque Sarcey, journaliste et critique littéraire français.
- Francisque Teyssier, cycliste professionnel français.

## Fête
Le 4 octobre, lors de la fête de François d'Assise.

## Variantes dans d'autres langues
L'italien Francesco, l'espagnol et portugais Francisco, l'anglais Francis et plus généralement toutes les formes qu'on peut faire correspondre à François sont évidemment aussi des variantes de Francisque. Certaines langues présentent de plus des doublets analogues au français, où la forme savante peut être rapprochée plus particulièrement de Francisque, par exemple :
- Frans - Franciscus (finnois, néerlandais) ;
- Frans - Franciskus (danois, islandais, norvégien, suédois) ;
- Franz - Franziskus (allemand).